# Mariano Rajoy
Mariano Rajoy Brey ([maˈɾjano raˈxoi̯]?; 27. marts 1955 i Santiago de Compostela) er en spansk politiker fra Partido Popular. Han var fra november 2011 til begyndelsen af juni 2018 ministerpræsident i Spanien efter at have vundet det spanske parlamentsvalg 20. november 2011.   
Efter en korruptionsskandale måtte Rajoy imidlertid træde tilbage fra posten som regeringsleder efter en mistillidsafstemning i det spanske parlament. Han afløstes af Pedro Sánchez fra det socialdemokratiske PSOE. 